# 野球しようぜ!
『野球しようぜ!』（やきゅうしようぜ）は、いわさわ正泰による日本の野球漫画作品。『月刊少年チャンピオン』（秋田書店）にて2004年10月号から2007年10月号まで連載された。
この項では続巻である『もっと野球しようぜ!』（略称：『もやし』）についても記す。こちらは甲子園大会編であり、同じ『月刊少年チャンピオン』（秋田書店）にて2008年2月号から2013年1月号まで連載された。

## あらすじ
市立鷹津高校に入学した小鳥遊天（たかなし てん）。彼は野球を知らないにもかかわらず、鷹津野球部マネージャーの鷲足翔子（わしあし　しょうこ）により半ば強制的に野球部に入部させられる。野球素人の天だが、継母らの虐待紛いの環境の中で育まれた天性の才能と、初心者故の型破りな発想を武器にチームの中心となる。そして個性豊かな鷹津野球部と共に甲子園を目指していく。

## 登場人物

### 市立鷹津高等学校
ストーリーの中心となる高校。前年は県大会ベスト16。作中の甲子園大会神奈川県代表校。
小鳥遊天（たかなし てん）
本作の主人公。1年生。野球部に所属しており、ポジションはキャッチャー。両投左打の強打者。
鳥が好きのようで、両作に鳥と戯れる様子が描かれている。
野球嫌いの継母により野球を全く知らずに育ったが、鋭い観察力ですぐに野球の大半のルールを覚えた。小柄ながら身体能力が高く、打撃や走塁は人並み以上のプレーをみせる。守備面では両利きでコントロールの良い強肩を持ち、時には常識外れなトリックプレーも考え出す。
ただし基本的に天然・奔放な人間で、甲子園で迷子になってしまったり、ベースを『体育のマット』だと思ったり している。
集中力が桁外れに強く、無意識に超集中状態の「ゾーン」に入る事でコンディションを引き上げる事ができる。また、「うねり打法」を改変した独自の打法、「サムライスパイラル」を編み出してこれを習得した。県予選決勝で、負傷した白鳥とカイオに代わり投手として登板するが、この時は120km/h台の遅い球ながら「4シームジャイロボール」を使った（本人はあくまでストレートのつもりであり無自覚）。
緑川守（みどりかわ まもる）「キャプさん」
野球部のキャプテンを務める3年生。ポジションはファースト。右投右打。
神奈川県予選では3番打者だったが、甲子園では1番や2番を打っている。
打撃のレベルはかなり高く、大学からスカウトが来たほどの実力で、西人ノ森戦ではサヨナラホームランも打った。
天の入部により、守備位置をキャッチャーからファーストに移した。
気が弱くネガティブ思考に陥りがちだったが、西人ノ森戦でサヨナラホームランを打って以降、自信を取り戻している。
根性は人一倍で、毎日（骨折時も）監督に定められた量の素振りをこなし続けていた。（しかし、彼の経緯にはいくつか矛盾点がある）
甲子園で選手宣誓をやったものの、あがってしまう性格の為か、言葉を噛み、台詞をど忘れしてしまった。
髪の毛を切り、坊主頭にしたところ、監督と同じような面構えになってしまい、『ニセカン』と呼ばれたが、大阪鳳院戦以降、カツラを装着している。
大阪鳳院戦では久々にキャッチャーを守り、白鳥の持ち味を引き出す好リードを見せた。
白鳥忍（しらとり しのぶ）「デカさん」
3年生で、鷹津のエースピッチャー。右投右打。剛速球が武器で、西京戦で覚醒して以降、ストレートが150km/hを超すようになった。ただし変化球種が少なく、持ち球はカーブ（ションベンカーブ）とチェンジアップのみ。バッティングはチームメイトから「超巨大近接攻撃型扇風機白鳥」と呼ばれるほどの豪快なスイングで、当たればホームランだが、基本的にはほぼ三振である。投打に渡って力みが活躍を妨げていたが脱力を心掛けたことで直球のキレやミート力の向上を遂げた。
県予選では主に5番打者だったが、大阪鳳院戦以降は3番を打っている。
体格は極めて筋肉質で大柄（199cm、115kg）であり、筋トレが趣味（妹に見せる為）。大雑把で直情的な性格をしている。
病弱の妹を治すためドラフト一位でのプロ入りを目指している。
首里城戦では、KOされたカイオの借りを返すため、天童に対して157km/hをマークしている。
早乙女仁（さおとめ じん）「ウスさん」
1年生。右投左打。影の薄いいぶし銀。ポジションはセカンドで打順は主に9番。
小学時代、チームメイトから「ヘタクソ菌がうつる」という理由から対人恐怖症になり、入部当初は2mしか人に近付けなかったが、鷹津の皆が訓練してくれて、天には普通に接することができ、それ以外のメンバーでも1mまでなら近付けるようになった。
バッターボックスの真ん中に立つと、相手捕手との距離が1m以内になってしまうため、打席の一番後ろに立ち、極端なクラウチングスタイルから思い切り足を踏み込んでボールを打つ。
神奈川県予選では何度か左利きで描かれていることあった。
直球を恐れており、まともに打つ事が出来ないが、変化球をポテンヒットにするなどの技術と戦術でカバーしている。また、守備範囲の広さも大きな特徴。
相手のピッチャーの癖を見つけたりすることが得意である。
北条 カイオ（ほうじょう カイオ）「ピアスさん」
1年生投手。右投右打。オールバックの金髪とピアスが特徴。非常に生意気で、たとえ先輩だろうと平気で喧嘩を売る。マネージャーの鷲足翔子に惚れており、キザな言動ばかり繰り返すが、女好きではなくあくまで鷲足一筋。
打順は主に8番を打つことが多いが、打つ気はあまりない。しかし、鷲足のことになるとやる気になり、国東や虎襲の球でも打ち返す。
サンダーストレート（130km/h程度のただの直球）とプロ級のフォークボールを使う。特にフォークボールにはこだわりを持ち、日が暮れるまでフォークボールを投げ込んでいた。そのため、右手の人指し人と中指の間には、フォークダコが出来ている。
日横商工戦では、高校生活で初の先発を任され、オールフォークでの完投を目指したが、日横の待球作戦と天の助言により、途中からストレートを織り交ぜ、オールフォークとはいかなかったが、初先発で初完投を遂げた。県予選決勝の西京戦では、藤堂にとって生涯初の見逃し三振に斬って取るなど、西京打線を封じ込めた。大阪鳳院戦ではボールの回転数を完全に抑えることでバッターの芯を外す新変化球「イノセントフォーク」を習得した。
フォーク以外の変化球は邪道だと思っている。
国東と藤堂とは中学時代のチームメイト（カイオの1つ上）で、カイオも当時は西京学園へ進む予定だったが、国東との賭けに敗れ、鷹津に進学している。ちなみに、フォークボールのアドバイスは藤堂によるもの。
古堅強（ふるけん　つよし）「ダマさん」
3年生でポジションはレフト、右投右打。アゴ髭が特徴。父親は住職。
打順は県予選では2番だが、甲子園では主に5番を打つ。
したたかな性格で無口。「策士」の異名を持ち、敵への揺さぶりを得意とし、時にはチームメイトや監督である萩野ですらも欺く。
県予選ではあまり目立たない存在だったが、大阪鳳院戦では萩野に代わって指揮をとり、髭水との心理戦も制した。その際、「（成功率）1%の無謀を120%の結果につなげるのが策士だ」と発言している。
鷲足に惚れている。
橋慎哉（はし　しんや）「ピノさん」
3年生でポジションはセンター。右投左打。ピノキオのような鼻が特徴。西京との練習試合や、紅白戦ではキャッチャーも務めている。
打順は主に1番。
チーム一の俊足を誇り（100m10秒91）、足を生かすために右打ちから左打ちへ転向。（ただし、その後も右で打っていたり、西京との練習試合では左で打っていたりする）
県予選では大振りが目立ち、セーフティバントなどもあまりしなかったが、甲子園では自分の足を生かすためにバントの特訓をしている。
兄と妹（静音）がいる。ちなみに2人は陸上選手。
四岡鉄平（しおか　てっぺい）「ブチッさん」
2年生でポジションはショート、右投両打?。頭が切れるのと、すぐカッとなってキレやすいのを含めて「キレ者」と呼ばれている。甲子園以降、鼻に絆創膏を貼っている。
打順は主に6番前後。
入学当時は不良だったが、萩野の一喝により更生し、今では萩野を尊敬している。
紅白戦では、1，2年混合チームでキャッチャーを務め（途中で天と交代しショートに回る）、チームをまとめた。
守備では度々好プレーを見せるが、打撃では絶妙なセーフティバントや、会心の当たりが相手の好プレーによって阻まれたりと、あまり良い扱いを受けていない。
アイス（カリカリ君）が大好物で、多い日には1日10本食べる。
五井真（ごい　まこと）「ハノさん」
2年生でポジションはサード、右投右打。ハノ字眉毛が特徴。四岡と対照的で非常に温厚な性格。四岡とは11年間の付き合いで、甲子園以降名前で呼び合っている。
打順は主に7番前後。
ショートの四岡とのコンビネーションでは「鉄壁の三遊間」を自負している。地味ながら粘り打ちも得意とする。
日横戦では、四岡と共に夏谷の癖を見抜いた。
鷲足翔子（わしあし　しょうこ）「ショコさん」
2年生。野球部のマネージャー。本作のヒロインであり、天を野球の世界に引き入れた張本人。また、自他共に認める重度の甲子園オタク。
親は医者（県外にも名前を知られている名医）で、豪邸に住んでいる（しかし、両親は家にはほとんど帰ってこない）。本人もある程度の医療知識を持ち、怪我の手当てや簡単な診断、マッサージなども出来る。
チームの為に非常によく働き、萩野曰く、「鷹津の根っこを支えているのは鷲足」と発言している。
中学生時代は野球部に選手として所属しており、日横商工の草越千乃は当時の同期であり親友。
萩野一（はぎの　はじめ）
鷹津高校野球部監督。28歳。熱血漢で礼儀に厳しいが、面倒見が良く慕われやすい。高校球児時代の監督に憧れて監督になった。スキンヘッドも当時の監督に憧れてのもの。
高校生の時、所属高校が甲子園大会を制覇したものの、自身は当時のチームメイトであった万波の陰謀により出場できなかった。そのため甲子園にかける思いは人一倍強い。
刑部九吾郎（おさかべ　きゅうごろう）
2年生の補欠選手。右投げ右打ち。ポジションは主にライトで、県予選のカイオ負傷中はライトのスタメンだった。団子鼻が特徴。
鷲足のことがかなり好きで、鷲足からも「キューゴロー」や「九ちゃん」等のあだ名で呼ばれているが、鷲足本人は好意はない。
高遠作（たかとう　つくり）
2年生の補欠選手。左投げ？打ち（打撃描写無し）。ポジションは主にファースト。
なぜか常に帽子をかぶっており、睡眠時でも外さない。
倉井健斗（くらい　けんと）
2年生の補欠選手。右投げ右打ち。ポジションは主にセカンドだが、西京戦ではライトを守った。
暫定レギュラー発表時は2年生で唯一レギュラーから外された。

### 「野球しようぜ!」の登場キャラクター

#### 西京学園
高校名の由来は「最強」から 。甲子園の常連校で、作中ではセンバツ甲子園大会で準優勝の実績を持つ。
国東影（こくとう　えい）「ホクロさん」
2年生ながら西京学園のエースピッチャーで、全国区の選手。超高校級の速球と多彩な変化球を使いこなす。左投左打だが、投手としてバットを忌むべきものだと考えているので、基本的にバッティングは行わない。持ち球はスライダー・カットボール・スクリューボール。天をライバル視し、天からも「ホクロさん」と呼ばれ好敵手扱いされている。
表向きはさわやかなキャラを演じているが、本性は非常に陰湿で執念深く、「蛇」に例えられる。気に入らない奴に野球を辞める等の誓約書を書かせて叩きのめすのが趣味。
眼を閉じて完全な自分の世界に入り込む事で、壬生で言う120点の投球を行う「ノールック投法」を使う。変化球を織り交ぜる事で150点の投球を行う「ノールック150」も存在するが、こちらは未完成でコントロールに不備がある。
甲子園にも桜華白雪高校戦以外では鷹津の応援に駆け付けている。
藤堂正宗（とうどう　まさむね）「グラさん」
2年生でポジションはセンター。右投右打で四番バッターを務める西京打線の中心人物。フランス系アメリカ人を父に持つハーフ。師匠である雄大に憧れて普段からサングラスをかけており、そのため天から「グラさん」と呼ばれる。鷹津との練習試合には参加していなかった。
打撃センスが飛びぬけており、白鳥やカイオレベルのピッチャーでもまともに抑える事は出来ない。また、絶対音感の野球版とも言える特殊能力「絶対目視」を所持しており、投手の総合力を一瞬で把握する事ができる。
国東同様、甲子園に鷹津の応援に駆け付けている。
六田泥舞（りくた　でいぶ）「フトさん」
3年生でポジションはショート、右投左打。
西京の1番打者。
肥満体形ながら俊敏な動きを得意とする。
七坊賢治（しちぼう　けんじ）
3年生でポジションはサード、右投右打。糸目。
守備の名手でフィールディングが上手い。
5番打者だが、緊迫した場面で無いとやる気が起こらない。
壬生監督（みぶ）
西京学園の監督を務める老人。見た目通りの老獪さでチームをバックアップする。選手の行動に点数をつけて評価する。ちなみに90点以上は珍しいらしく、チームメイトの間でも話題になる。
国東藤堂同様、甲子園へ鷹津の応援に駆け付けている。

#### 多葉高等学校
校名の由来通り「タバコ」 を吸う生徒が多い。
平澤佑輔（ひらさわ　ゆうすけ）
3年生のエースピッチャー、右投右打。かつては天と同じ様に純粋に甲子園を目指していたが、無気力で遊び感覚の多葉高野球部に染まり、夢を諦めていた。鷹津に敗れて以降、再起を誓う。
高いコントロールと決め球のカーブを持ち、一部の高校野球マニアから絶賛されている。ただし喫煙の影響でスタミナは低い。

#### 日横商工高等学校
「ヒヨコ」の通称で親しまれている高校。鷹津と因縁めいた関係があり、ほぼ毎年トーナメントでぶつかっている。
夏谷冬谷（なつたに　とうや）「ノッポさん」
2年生で日横のエースピッチャー、右投右打。高身長のイケメンで女性ファンが多い。
高身長から繰り出すオーバースローと千乃直伝のアンダースローを使い分ける。変化球は作中ではチェンジアップのみ。
1年生時は身長が天と同じくらいだったが、1年間で身長が195cm（実際は180cm後半）まで伸びた。
アンダースロー時にランナーが出ると、ランナーを凝視する癖があり、四岡と五井に見破られてしまった。
寺川乱児（てらかわ　らんじ）
3年生でポジションはセンター、右投右打。
日横の3番打者で、強打者。臨堂の兄。
寺川臨堂（てらかわ　りんどう）
2年生のキャッチャーで右投左打の強打者。極度のブラコンで、乱児が塁にいる事で心が落ち着き、打撃精度も向上する。
千乃に好意を抱いており、古堅にそれを指摘されて動揺した。
草越千乃（くさこし　ちの）「ペコ子さん」
2年生の日横野球部マネージャー。野球を知りつくしており、データの収集から作戦立案、球場外での策謀まで一手にこなす日横のブレイン。本人も女性ながら凄腕の野球選手であり、アンダースローの投手として雑誌に紹介もされた。巨乳。天はペコさんの娘として「ペコ子さん」と呼ぶ。
イケメン選手の写真を集めるのが趣味で、「顔ランク」と言うものもつけている。
女性であると言うだけで甲子園に出場できない現状に反発し、日横の選手を女性（千乃）の力で甲子園優勝させて見返す事を企んでいたが、監督に説かれて別の方法を模索する道を選んだ。
鷹津マネージャーの鷲足とは仲違いをしていたものの、鷹津戦での敗北を期に和解した。それ以降は鷹津に協力する姿勢を見せている。甲子園では、第2のマネージャー的役割をしている。
監督
小柄で口数の少ない初老の男性。人間の出来た人物であり、試合中に噛み合わなくなった野球部に活を入れて説教をした。千乃には及ばないが、なかなかの戦術眼を持っている。

#### その他・重要人物
小鳥遊美雪（たかなし　みゆき）
天の継母。べったりだった姉の小雪を野球選手だった雄大に取られた事で大の野球嫌いになった。性格は非常にヒステリックで、天にご飯抜きなどの虐待行為を日常的に行っていた。ストーリーを追うごとに少しずつ心境が変化していき、今ではこっそりと応援している。
小鳥遊高人（たかなし　たかひと）
天の義兄で高校1年生、ゴルフ部に所属している。天の事を嫌い、カバン持ちなどの雑用をさせていたが、今は天の事を応援している。天と同級生だが、誕生日が1年近く早いので「兄さん」とよばせている。
小鳥遊大地（たかなし　おおち）
小鳥遊家において唯一天に対して理解のある人物。入り婿らしい。
小鳥遊小雪（たかなし　こゆき）
天の実母であり、美雪の実姉。故人。野球に対して理解があり、野球バカの雄大をささえる為に高校生の時に彼と結婚した。癌により死去。
小鳥遊雄大（たかなし　ゆうだい）
天と二火の実父。行方不明の二火の捜索と正宗や万悟のような野球選手の原石を見つけ、それを磨く事を目的に全国を放浪している。
本人も元プロ野球選手に相応しい実力の持ち主で、強い観察眼や「ゾーン」を自在に操るなど天の持つ能力をほとんど所持している。天と同じくジャイロボーラーだが、彼は「2シームジャイロボール」を使う。
小鳥遊二火（たかなし　ふたひ）
行方不明の天の双子の兄弟。まだ登場していないが、相当の野球センスを持っている事が回想からうかがえる。
チューさん
神奈川県担当の野球記者。鷹津と日横の試合を「甲子園レベルの試合」と評した。
甲子園では、鷹津の試合中はスタンドで千乃とともに試合を観戦している。
チューさんの後輩
チューさんの後輩記者で、チューさんと共に鷹津の県予選を観戦した。
決勝戦では一時試合が決まりかけ、チューさんも帰ろうとしたが、彼は最後まで試合を見続けた。
甲子園では出番がない。
ペコさん
草越千乃の父親。ベーカリークサコシの店主で、朝食を貰えない天のために、毎日パンの耳をあげている。日曜日は焼きたてパンをサービスすることもある。天が腹ペコの時に会うのでペコさんと呼んでいる。
県予選が始まって以降、出番が無い。

### 「もっと野球しようぜ!」の登場キャラクター

#### 西人ノ森高等学校
宮崎県の代表校。鷹津の初戦の対戦相手。
鳥地万悟（とりじ　まんご）「オニさん」
西人ノ森高校の1年生エース、左投左打。2番打者。負けず嫌いで熱くなりやすいタイプ。雄大の教え子の一人だが、癖の修正など教えを完全に飲み込めていなかった。天を出会った当初からライバル視し、敗れてからも再戦を誓う。
柔軟な体と低い身長の割に長い手足を利用して、体で球の出どころを隠す上に投球ポイントをより打者に近くする事で体感球速をあげる「神の見えざる手（ヒドゥンアーム）」投法を使う。
「オニさん」の由来は、試合前に鷲足が作ったおにぎりを奪ったため。
友安みい（ゆうあん　みい）
西人ノ森高校野球部のマネージャー。ロングヘアーとカチューシャが特徴。常に笑顔。
語尾に「デス」をつける口癖がある。
試合前には栄養食としてハムチーズサンドを1人2つ作り、選手に渡している。
椎武雄（しい　たけお）
名前の通り椎茸のような頭をした選手。ポジションはライトで右投右打。9番打者。
グリップをずらして外角の球を打つ「SHIITAKE GROWING（シイタケグローイング）打法」を使う。
青島（あおしま）
西人ノ森の選手。万波の謀略の犠牲にされ、腕の骨を折られた。
万波南（まんば　みなみ）
元お笑い芸人の西人ノ森野球部監督。常に明るく笑いを取ろうとしているが、本性は冷酷な悪人そのもの。甲子園を制覇して話題になったところで政界に進出するという野望を抱いていたが、鷹津に敗れ打ち砕かれた。
戦術や采配、雰囲気を作るなど監督としての資質はあるものの、青島の腕を折ってチームの士気を上げたりわざと万悟に死球になりかねない指示を出すなど手段を選ばない。
11年前の甲子園大会で優勝を果たしたメンバーの一人。その際も自分が選手枠に入る為、萩野の腕を折っていた。

#### 大阪鳳院高等学校
大阪府の代表校で今大会優勝候補の超名門校。鷹津の2回戦の対戦相手。
虎襲亮太（こしゅう　りょうた）「トラさん」
2年生ながら名門大阪鳳院のエースピッチャーを務める本格的右腕。1番打者。右投げ右打ち。
先輩の髭水を尊敬し、センバツで投げ負けた国東をライバル視している。自らを「虎」に例える事が多い。顔に大きな傷跡があるが、これは幼少時に家のしきたりで虎と戦わされた時のもの。このしきたりで命は脆いということを実感させられた為か、非常に悲観的で根暗な性格をしている。ちなみにその時戦わされた虎は「虎二朗（こじろう）」と名付けて今も飼っている。
変化球は使わないが、自己流のストレート「虎魂投在シリーズ」を使う。シリーズは全部で三種あり、バットの芯をずらす「虎魂投在・重」と浮き上がると錯覚する程ノビる「虎魂投在・昇」と強烈なバックスピンをかけて下へノビる球「虎魂投在・墜」がある。
1番打者だが、1打席目は相手投手の分析のため、手を出さない。そのため、1打席目は見逃し三振か、四球である。
鷹津に敗戦後、髭水からキャプテンに指名される。
髭水龍（ひげなみ　りゅう）「リューさん」
3年生のキャッチャーでキャプテン。大阪鳳院攻守の要。2番打者。右投げ右打ち。
プロ注目の好打者で、「笑う精密機械（ラフィングデュエルコア）」の異名を持ち、物心ついてからの全投球を記憶している（と言うより、忘れることが出来ない体質らしい）。自分を度々「龍」に例え、虎襲を含めて「龍虎」とも例える。
元々の長打者としての資質に加え、過去の記憶によるズバ抜けた配球の読みが武器。配球を当てる時は「ロン」の決め台詞を言う。
道重とんぼり（みちしげ　とんぼり）
3年生で鳳院の4番打者、ポジションはファースト。右投げ右打ち。アゴ筋肉が特徴。
元福岡ソフトバンクホークスのトニー・バティスタのような極端なオープンスタンスから、思い切り足を踏み込んで球を打つ。内角球が来た場合は、踏み込んだ足をもう1度引き直して打つ器用な選手で、白鳥の150km/hのストレートもスタンドに運ぶ豪打の持ち主。
江坂我狼（えさか　がろう）「ケモさん」
3年生。3番ショート。右投げ左打ち。打席ではブツブツと何かを呟いている。
ランナーが居る時の打率が7割を超え、逆にランナーが居ない時の打率は2割を下回る極端な選手。
甲府金太（こうふ　きんた）
3年生。5番サード。右投げ左打ち。目を瞑っている。中学選抜では4番を打っていたらしい。
実はチーム1の俊足の持ち主で、その速さは橋と同等である。
三戸臼次（みと　うすじ）「レキさん」
3年生。9番ライト。右投げ左打ち。天に鳳院常勝までの歴史や、野球の歴史について語った。そのため、天からは「レキさん」と呼ばれている。
監督
大阪鳳院高校野球部の監督。髭水から「存在感がない」と言われ、事実ほとんど登場していない。

#### 桜華白雪高等学校
北北海道の代表校。鷹津の3回戦の対戦相手。先発メンバーの苗字の頭文字を取ると、「北北海道代表野高校」となる。
折座間雄二（おれさま　ゆうじ）
桜華白雪高等学校の監督。31歳。自分のことを「オレサマ」と呼ぶ。
3年前の冬に、雪で当分の間屋外で練習出来ず、室内の限られたスペースでも出来るバントを徹底的に練習させ、1試合全てバントしかしないという斬新なスタイル（リアルスモールベースボール）で戦う。そのため、選手の手の平にはバントマメが出来ている。
高遠同様に常に帽子（オレサマ帽子）をかぶり続けており、風呂でも脱がず、合宿中に部員が脱がそうとしたが、折座間の強靭な筋肉によって返り討ちにあい、見ることができなかったが、鷹津に敗戦後その帽子が脱げてしまった。額が後退している。
校本司（こうもと　つかさ）
桜華白雪のエースピッチャー。左投げ。バント練習の際、あらゆる投法での投球をしたため、オーバースローからアンダースローまでの全てのフォームをランダムに投げ分ける「上下横斜投法」を身に付けた。左打者対戦時限定で登板。
野隅（のすみ）
右投げで、右打者対戦時のみで登板する。こちらも上下横斜投法を身につけており、校本と合わせると8方向からの投球になるため、「八手観音」と名付けられている。校本登板時はセカンドを守る。

#### 首里城学園高等学校
沖縄県の代表校。鷹津の準々決勝の相手。天童と伊良波以外の選手は全員他の部から野球部に移っている。
天童焔二（てんどう　ほむらじ）「オッポさん」
1年生ながら首里城学園の4番打者。この世で一番好きな事は練習と言い、1日に何千回の素振りや、腕立て伏せをこなす。名前の通りホームランバッター。左投左打。
一本足打法によって自分の力を全てボールに伝えられることで、低めの球やカイオのイノセントフォークですらもスタンドに運ぶが、高めが弱点であることを天に見抜かれてしまう。
比嘉先発時にはセンターを守るが、伊良波登板時にはキャッチャーに回る。鷹津戦では投手も務めた。
鷹津には負けてしまったが、甲子園でホームランを8本打ち、その記録を塗り替えた。
伊良波美我（いらなみ　みが）「オッキさん」
首里城学園の選手兼監督。右投左打。生粋の野球人。3番打者。
身長201cmの長身で、本来は長打力もあるが、自分たちは天童のための駒だと考え、天童に繋ぐために軽打に徹している。通常は捕手だが、比嘉のスタミナが切れるとリリーフに回る。投球フォームは長身を生かし、3塁側に大きく踏み込んでサイドスローで投げる独特のフォームで、右打者には背中から球が来るように錯覚するほどである。
天童と知り合うまでは、かなりの不良で、野球部員も彼を除いて全員退部し、「イラ波」と揶揄されるほどだったが、天童と出会い、野球の勝負に敗れたのをきっかけに更生し、他の部から野球部員を必死に集めた。
比嘉登（ひが　のぼる）
首里城のエースピッチャー。右投。
もともとは陸上部で円盤投の選手であり、高校記録保持者。投球フォームも円盤投げのようなフォームで、150km/h近い球を投げる。しかしスタミナが低く、試合終盤まで持たないが、限界が来ると投球後に雄叫びをあげ、その投球は120％の球が出る。
友利満（ともり　みつる）
首里城の1番打者。右投左打。サード。
元卓球部で、中学時代は全国5位の実力を誇る。打撃フォームも独特で、卓球のようにカットさせてスライスボールを打つ。
平安山遊人（へんざん　ゆうと）
首里城の2番打者。左投右打。ファースト。
元硬式テニス部で、インターハイ3位の実力者。打撃フォームもテニスの相手のサーブを待つ時のような独特の構え。インパクト時は顔を強張らせる。壬生的には2点の打ち方らしい。
海武道・海武堂（うみぶ　どうり・うみぶ　おどう）
双子の兄弟でどちらも元サッカー部。栗のような頭の形をしており、見た目だけでは見分けがほとんどつかないが、道の方が強気な性格で、堂は控え目。ポジションは道がショートで堂がセカンド。
元サッカー部らしく四岡の痛烈な打球を足で捌き、トリプルプレーに打ち取った。

## 書誌情報
- いわさわ正泰『野球しようぜ!』秋田書店〈少年チャンピオンコミックス〉、全10巻
  1. 2005年2月8日発売[7]、ISBN 4-253-20841-X
  2. 2005年5月9日発売[8]、ISBN 4-253-20842-8
  3. 2005年9月8日発売[9]、ISBN 4-253-20843-6
  4. 2006年1月10日発売[10]、ISBN 4-253-20844-4
  5. 2006年6月8日発売[11]、ISBN 4-253-20845-2
  6. 2006年10月6日発売[12]、ISBN 4-253-20846-0
  7. 2007年2月8日発売[13]、ISBN 978-4-253-20847-5
  8. 2007年6月8日発売[14]、ISBN 978-4-253-20848-2
  9. 2007年10月5日発売[15]、ISBN 978-4-253-20849-9
  10. 2008年2月8日発売[16]、ISBN 978-4-253-20850-5
- いわさわ正泰『もっと野球しようぜ!』秋田書店〈少年チャンピオンコミックス〉、全15巻
  1. 2008年6月6日発売[17]、ISBN 978-4-253-21431-5
  2. 2008年10月8日発売[18]、ISBN 978-4-253-21432-2
  3. 2009年2月6日発売[19]、ISBN 978-4-253-21433-9
  4. 2009年6月8日発売[20]、ISBN 978-4-253-21434-6
  5. 2009年10月8日発売[21]、ISBN 978-4-253-21435-3
  6. 2010年1月8日発売[22]、ISBN 978-4-253-21436-0
  7. 2010年5月7日発売[23]、ISBN 978-4-253-21437-7
  8. 2010年9月8日発売[24]、ISBN 978-4-253-21438-4
  9. 2011年2月8日発売[25]、ISBN 978-4-253-21439-1
  10. 2011年6月8日発売[26]、ISBN 978-4-253-21440-7
  11. 2011年10月7日発売[27]、ISBN 978-4-253-21448-3
  12. 2012年2月8日発売[28]、ISBN 978-4-253-21449-0
  13. 2012年6月8日発売[29]、ISBN 978-4-253-21450-6
  14. 2012年10月5日発売[30]、ISBN 978-4-253-21836-8
  15. 2013年1月8日発売[31]、ISBN 978-4-253-21837-5